# Halbinsel Gelibolu
Halbinsel Gelibolu, früher Gallipoli (griechisch Χερσόνησος της Καλλίπολης Chersonisos tis Kallipolis, türkisch Gelibolu Yarımadası), ist der moderne Name der antiken thrakischen Chersones (Χερσόνησος Θράκια Chersonesos Thrakia, griechisch für „thrakische Halbinsel“).
Die zur Türkei gehörende Halbinsel trennt das Marmarameer und die Dardanellen von der Bucht von Saros im Thrakischen Meer. Die größte Stadt auf der Halbinsel ist Gelibolu.

## Verbindungen
Von Thrakien aus ist die Halbinsel über die Hauptstraße von Keşan oder über kleine Bergstraßen von Şarköy (Tekirdağ) zu erreichen, von İstanbul über Autobahn O-6 und von Kleinasien nur über die Fähren von Lapseki nach Gelibolu und von Çanakkale nach Eceabat sowie über die Çanakkale-1915-Brücke.
Von der westlichen Seite kann man die türkische Insel Gökçeada (griechisch Imbros) erreichen.

## Geologie
Die Halbinsel Gelibolu liegt auf der Anatolischen Platte an der nördlichen Plattengrenze zur Europäischen Platte.

## Geschichte

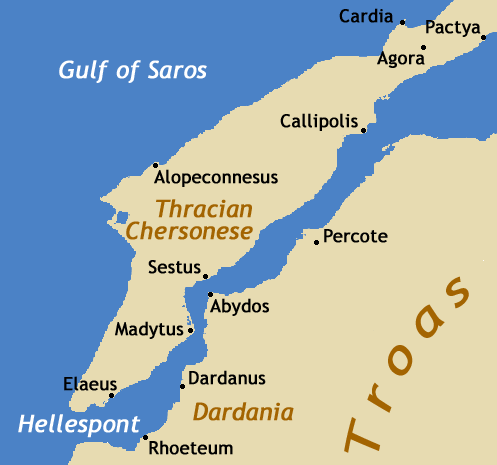
Gallipoli in der Antike

Die Halbinsel diente Alexander dem Großen 334 v. Chr. als Ausgangspunkt für seinen Asienfeldzug. Von hier aus überquerte er mit 30.000 Mann Fußvolk und 5.000 Reitern den Hellespont (Dardanellen).
In umgekehrter Richtung diente die Halbinsel dem Osmanischen Reich als Brückenkopf für die Expansion nach Europa. Der Eroberung Gallipolis im Jahr 1354 folgten die Eroberung Thrakiens und die „Einkreisung“ Konstantinopels, das fast 100 Jahre später an die Osmanen fiel.
Im Ersten Weltkrieg kam es im Februar 1915 zur Schlacht von Gallipoli. Die Invasion der Entente-Mächte gegen das Osmanische Reich scheiterte und endete mit der Evakuierung, die sich bis Januar 1916 hinzog.
Nach dem russischen Bürgerkrieg entstand 1920 ein großes russisches Militärlager der Truppen von General Baron von Wrangel auf der Halbinsel Gallipoli.

## Sehenswürdigkeiten
- Schlachtfelder von Gallipolli
- Çanakkale Şehitleri Anıtı

## Antike Städte
- Alopekonnesos, Herkunftsort des platonischen Philosophen Manaichmos
- Lysimacheia, ehemals Kardia
- Sestos